# Fuentes pertinax
Fuentes pertinax is een spinnensoort in de taxonomische indeling van de springspinnen (Salticidae).
Het dier behoort tot het geslacht Fuentes. De wetenschappelijke naam van de soort werd voor het eerst geldig gepubliceerd in 1894 door Elizabeth Maria Gifford Peckham & George William Peckham.